# L. van Ankum
L. van Ankum, pseudoniem van Leenardus Huizing, (Haren, 12 maart 1851 – Noorddijk, april 1907) was een Nederlandse onderwijzer, auteur van schoolboeken, dialectonderzoeker, lexicograaf en taalkundige.

## Levensloop
Huizing werd geboren als tweede zoon van Jantje Harms Udema (Veendam, 1818 - Wildervank, 1875) en Marisse Harms Huizing (Wildervank, 1813 - Assen, 1894). Op 1 juli 1869 werd hij benoemd als tweede hulponderwijzer aan de Noorderschool te Wildervank, waar hij kwekeling was, tegen een jaarwedde van 250 gulden. Van 1 november 1873 tot 15 juli 1875 werkte hij aan de Zuiderschool in dezelfde plaats. In een gedenkboek wordt die school “een doorgangshuis” genoemd vanwege het lage salaris dat toentertijd aan (hulp)onderwijzers betaald werd. Op 1 januari 1878 verhuisde Huizing vanuit de gemeente Veendam naar Wildervank. In februari 1884 vinden we hem terug als hij wordt aangesteld aan de nieuwe openbare lagere school te Oosterhoogebrug bij Groningen.
Huizing ontving nu een jaarwedde van zevenhonderd gulden, met gebruik van woning en tuin. In de beginjaren was de school een eenmansschool; zo gaf Huizing in zijn eerste jaar aan 27 kinderen tegelijk les. In 1889 waren er 55 leerlingen ingeschreven, over wie de schoolopziener J. Wijn zeer tevreden bleek. Leenardus Huizing was blijkens de beschikbare klassefoto’s een betrekkelijk klein uitgevallen man. Hij overleed op 56-jarige leeftijd in 1907 en werd begraven bij de Hervormde Kerk in Noorddijk, waar hij tot zijn dood toe organist was geweest.

## Werk
Meester Huizing liet niet alleen een vrouw en zes kinderen na, maar ook een uitgebreid oeuvre aan schoolboeken. Onder het pseudoniem L. van Ankum publiceerde hij in tijdschriften als Noord en Zuid, Onze Volkstaal, Eigen Haard en Bladen voor Opvoeding en Onderwijs. In dat laatste blad publiceerde hij aantekeningen bij de studie der grammatica. Ook aan Noord en Zuid droeg hij in de loop van de jaren tachtig een aantal taalkundige artikelen bij. Zijn laatste bijdrage aan dat tijdschrift was Drie Examen-opgaven uit 1888. Het blijkt dat Huizing actief was op het gebied van het (taal)onderwijs. Hij publiceerde vanaf 1883 tot ongeveer 1910 talrijke schoolboekjes voor taal- en rekenlessen voor de lagere scholen. Ook heeft Huizing onder zijn schrijversnaam L. van Ankum een boek gepubliceerd in samenwerking met de toen zeer bekende Amsterdamse docent Taco de Beer (1838-1923), en wel Voor Neerlands jeugd: leesboek voor de lagere school (Groningen, 1888). Titels die tot in de jaren twintig werden herdrukt, zijn: Voor hoofd en hart. Leesboek voor de middelste klassen der lagere school (1883), De leestoon. Leesboek voor de hoogste klassen der lagere scholen, herhalingsscholen en normaallessen (1891), Het laatste rekenboek: 400 rekenkundige vraagstukken. Voor de hoogste klassen der lagere scholen en voor herhalingsscholen (1895). Ook verzorgde hij een bloemlezing uit Dr. J.P. Heije’s volksdichten (1892).
Als lexicograaf heeft Huizing een viertal woordenlijsten samengesteld, waaronder een Bargoense en een Transvaalse. Ook publiceerde hij anoniem een beknopte grammatica van het Transvaals.

## Publicaties (selectie)
- 1880 'Het dialect der Groninger veenkoloniën'. Noord en Zuid 3, 369-384.
- 1882 'Affiniteit tusschen de woorden'. Noord en Zuid 5, 65-71.
- 1884/85[?] 'Het dialect der Groninger Veenkoloniën (Tweede lijst)'. Ms, UB Leiden, Ltk 1229A 23. Afgedrukt in Noordegraaf 2006 (zie Bibliografie).
- 1890 'Woordenlijst van het Transvaalsch taaleigen'. Onze Volkstaal 3, 135-144. Herdrukt in H.J.J. van der Merwe (red.), Vroeë Afrikaanse woordelyste. Pretoria: J.L. van Schaik Bpk 1971, 39-50.
- 1890 'Transvaalsche Spraakkunst'. Onze Volkstaal 3, 106-134.
- 1890 'Alphabetische woordenlijst van het Bargoensch'. Onze Volkstaal 3, 194-199.Ook opgenomen in Lassche en Noordegraaf 2004 (zie Bibliografie).